# Ibiquera
Ibiquera é um município brasileiro no interior do estado da Bahia, região Nordeste. 
Segundo o Instituto Brasileiro de Geografia e Estatística (IBGE), a população estimada em 2024 foi de 3 837 habitantes. É um dos municípios menos populosos da Bahia.

## Topônimo
"Ibiquera" é um termo proveniente da língua tupi que significa "terra dormente", através da junção dos termo yby ("terra") e ker ("dormir").

## Política e administração
O município de Ibiquera possui uma estrutura político-administrativa composta pelo Poder Executivo, chefiado por um Prefeito eleito por sufrágio universal, o qual é auxiliado diretamente por secretários municipais nomeados por ele, e pelo Poder Legislativo, institucionalizado pela Câmara Municipal de Ibiquera, órgão colegiado de representação dos munícipes que é composto por 9 vereadores também eleitos por sufrágio universal.

### Autoridades municipais
- Prefeito: Carlos Cezar de Almeida Santos Queiroz, também conhecido como Cezar Almeida, do Avante (2025 –).[10][11]
- Vice-prefeito: Edmundo Souza de Oliveira, do Progressistas (PP) (2025 –).[12][13]

## Economia
Com relação à economia, Ibiquera é o município mais pobre da Bahia. Segundo o Instituto Brasileiro de Geografia e Estatística (IBGE), em 2021, o município tinha um produto interno bruto (PIB) de R$ 37,3 milhões. A administração pública é a principal responsável por movimentar a economia do município. Além do mais, o comércio e a agropecuária também contribuem para a economia local.